# Ксантенський собор
Собор Святого Віктора (нім. Xantener Dom St. Viktor) — католицький собор в місті Ксантені (федеральна земля Північний Рейн-Вестфалія). В 1937 році папа Пій XI присвоїв йому звання Малої папської базиліки (лат. Basilica minor).

## Історія

### Передісторія

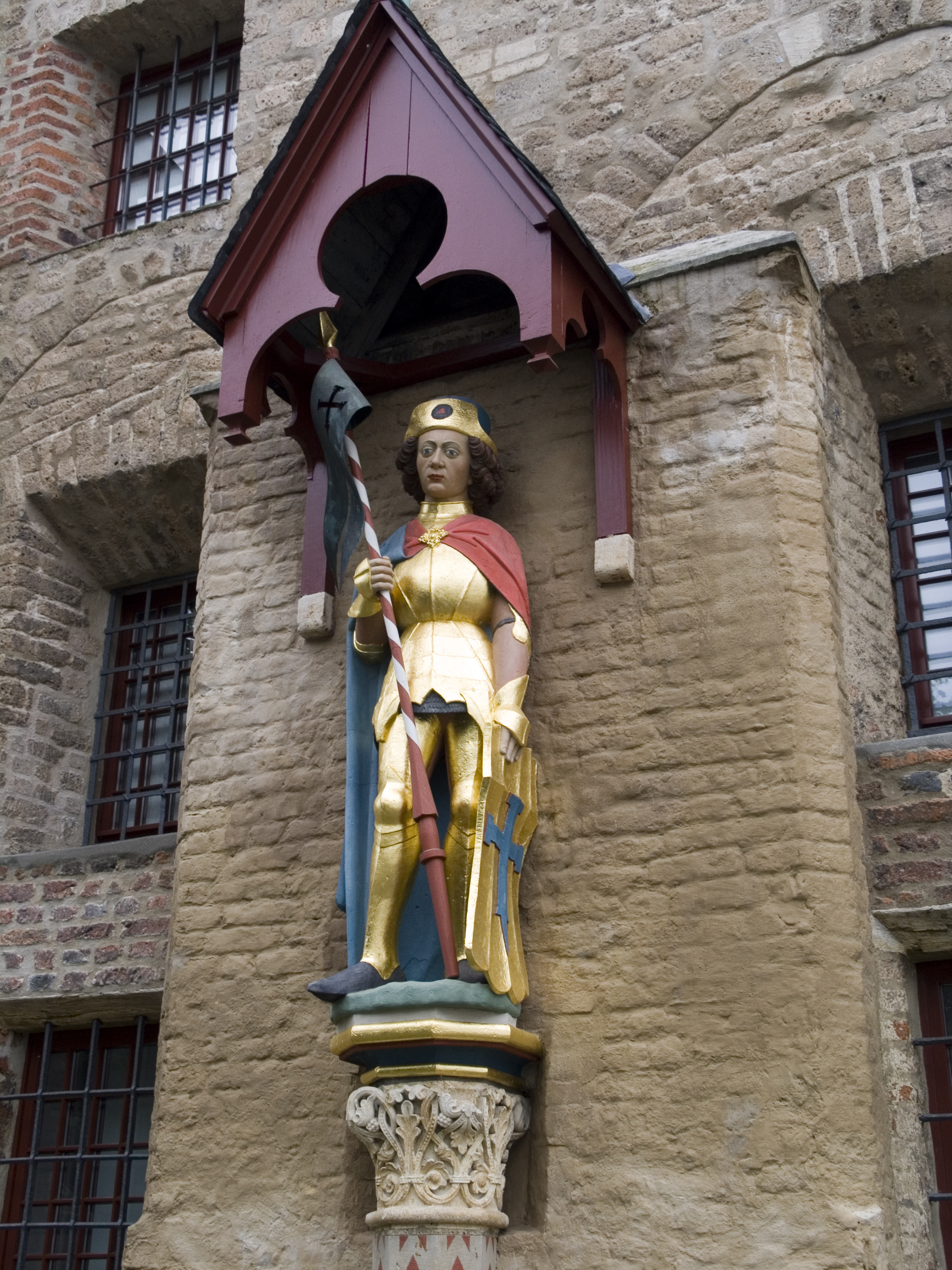
Скульптура Святого Віктора на фасаді собору (1468 рік)

Собор освячено на честь Святого Віктора Ксантенского — мученика, шанованого католиками і православними, день якого відзначається 10 грудня. Згідно з легендою Віктор був солдатом Фіваідського легіону. Він був страчений в IV столітті в амфітеатрі фортеці Ветера (територія сучасного Ксантену) за відмову принести жертву поганським богам. Імператриця Олена знайшла мощі Віктора і спорудила для них капелу. Розкопки, проведені в 1933 році німецьким археологом Вальтером Бадером, підтверджують факт існування меморіальної крипти (лат. Cella memoriae) IV-го століття, однак, на думку вчених, виявлені в цій крипті кістки належать не Святому Віктору, а двом невідомим чоловікам пізнішого періоду.

 В VI століття єпископ Кельну Еферігісіль побудував над криптою молитовню, а перша церква була побудована в 752 році в часи Каролінгів. Поступово навколо церкви сформувався монастир, а місце поховання Святого Віктора стала називатися Святинею (лат. Sanctos), що й зумовило назву виник міста — Ксантен.

 На початку IX століття будується нова церква — трьохнефна базиліка. Ця церква була зруйнована норманами в 863 році. В 967 році архієпископом Кельна Фолькмаром зводиться нова церква в романському стилі. Ця церква двічі відновлювалася після пожеж XI та XII століть і була розширена в 1213 році під час правління імператора Священної Римської імперії Оттона IV Брауншвейзького.

### Собор Святого Віктора від моменту заснування і до другої світової війни

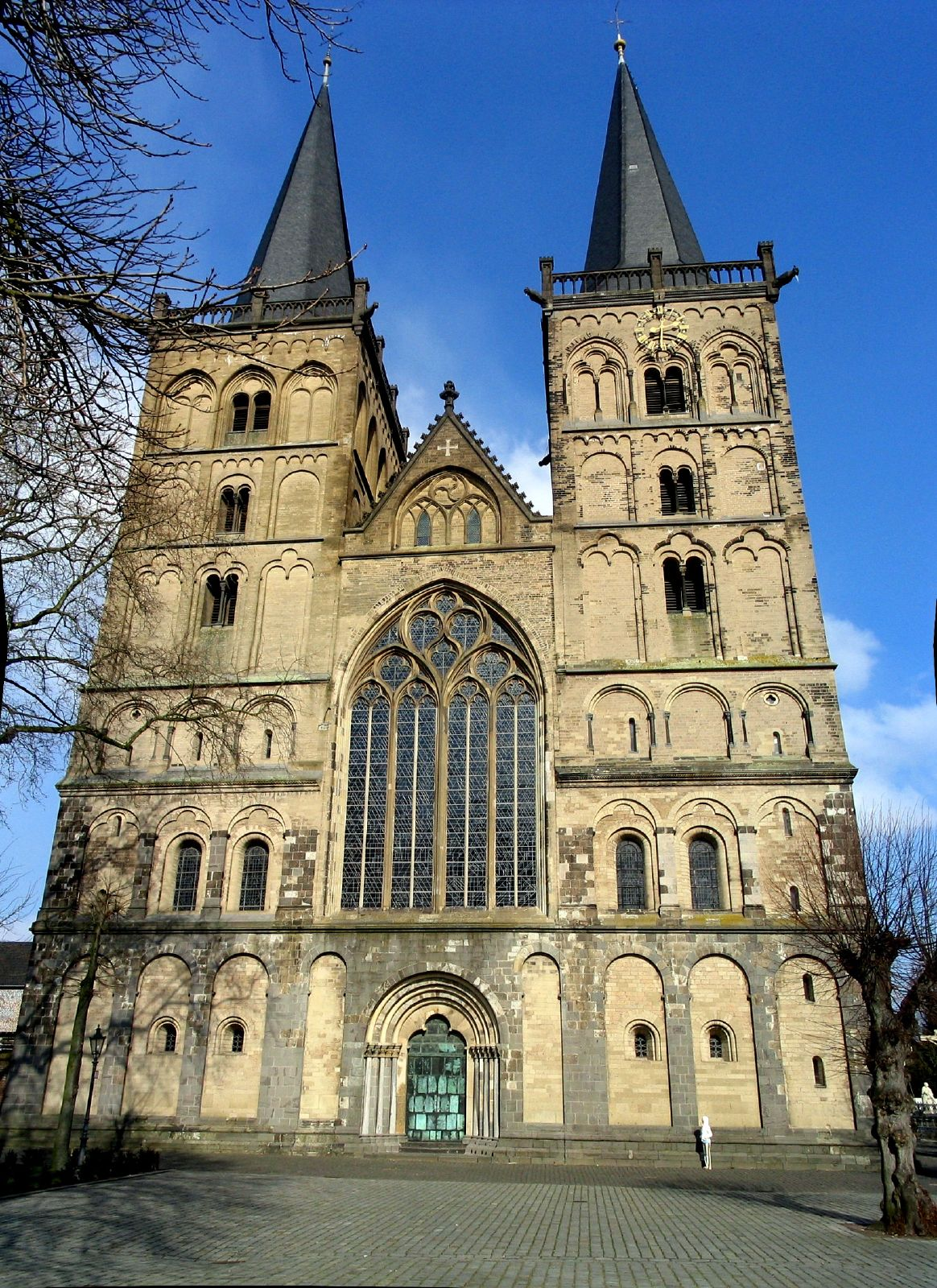
Вестверк собору

В 1263 році за вказівкою Кельнського архієпископа Конрада фон Гохштадена відбувається закладка собору Святого Віктора. Брат Конрада фон Гохштадена Фрідріх був у цей час архідияконом Ксантену. До 1437 року була споруджена східна вівтарна частина собору, потім до 1519 року споруджувався головний неф і, нарешті, до 1544 року був споруджений вестверк з двома дзвіницями. При будівництві собору широко використовувався камінь, який брали з руїн давньоримського міста Колонія Ульпія Траяна, які були розміщені поруч.
Собор став центром Ксантенского архідияконства, яке охопило великі території на Нижньому Рейні і навіть зберігало певну самостійність від Кельнського архієпископства. Монастир зберігав свою незалежність як від архієпископа, так і від світських властей Ксантену протягом століть, аж до 1802 року, коли в ході медіатизації, що проходила під керівництвом наполеонівського міністра Талейрана, він був секуляризований.

 В 1857 -1868 роках проводилися великі реставраційні та будівельні роботи. В 1936 році замість крипти, виявленої в ході розкопок Бадера, була побудована нова крипта і освячена кардиналом Клеменсом Августом фон Галеном.

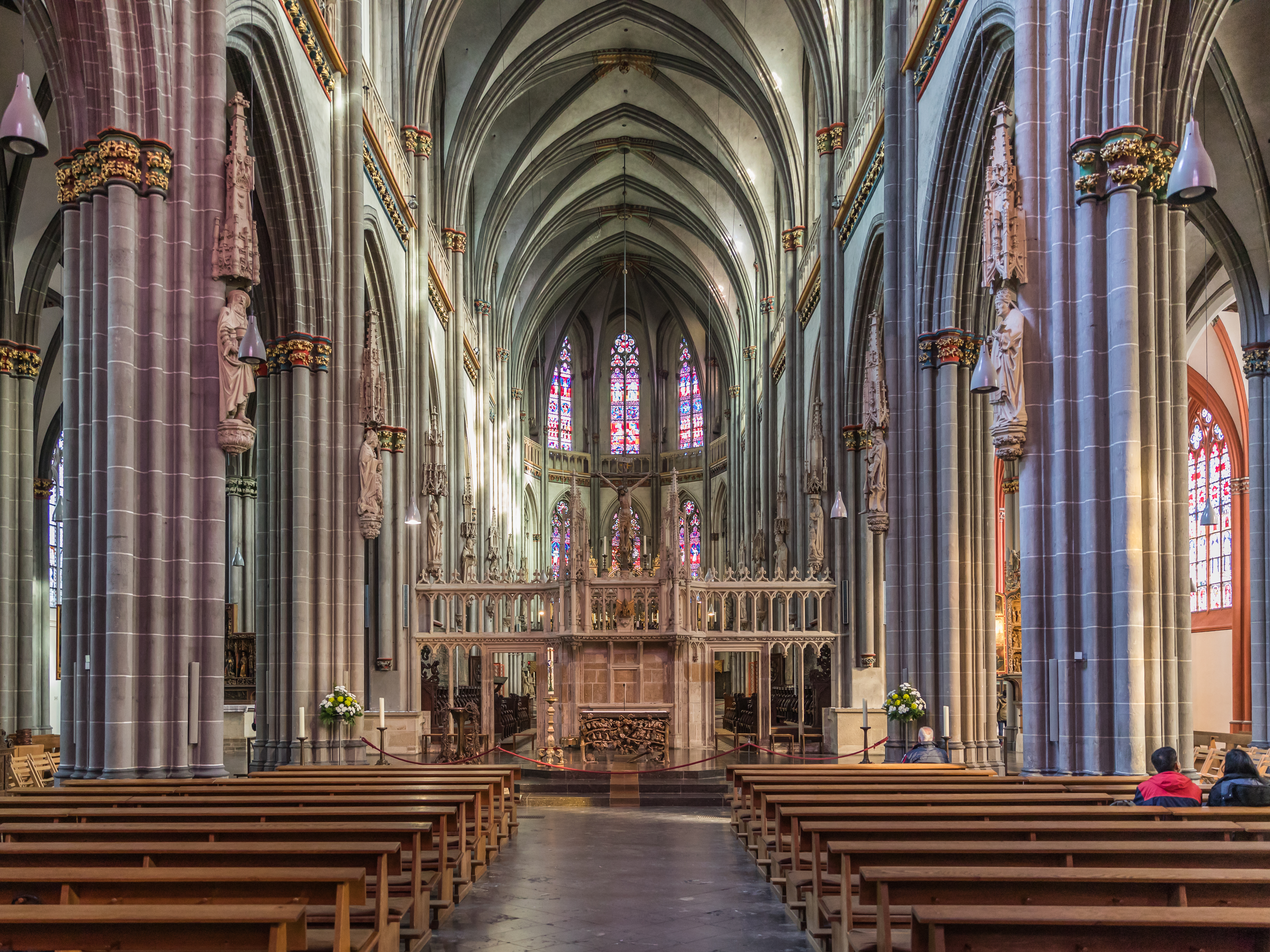
Головний неф

### Руйнування та відновлення
Наприкінці Другої світової війни в 1945 році під час бомбардувань союзницької авіації в результаті декількох влучень авіаційних бомб собор був сильно зруйнований. Північна дзвонова башта собору обрушилася. Однак, більшість художніх та історичних цінностей, що зберігаються в соборі, включаючи  вітражні вікна були завчасно евакуйовані із собору, а тому збереглися.
Відновлення собору почалося в 1947 році під керівництвом Вальтера Бадера і тривало 19 років — до 1966 року. Однак, основні відновлювальні роботи головного нефу були закінчені за один рік і вже з 1948 році в соборі проводилися богослужіння.
У 1966 році крипта собору була розширена і там були розміщені урни з попелом в'язнів концтаборів Освенцім, Дахау та Берґен-Бельзен. Також в крипті були поховані інші жертви націонал-соціалізму - Хайнц Белло, Карл Лайзнер, Герхард Шторм та інші.

## Оснащення собору

### Вівтарі

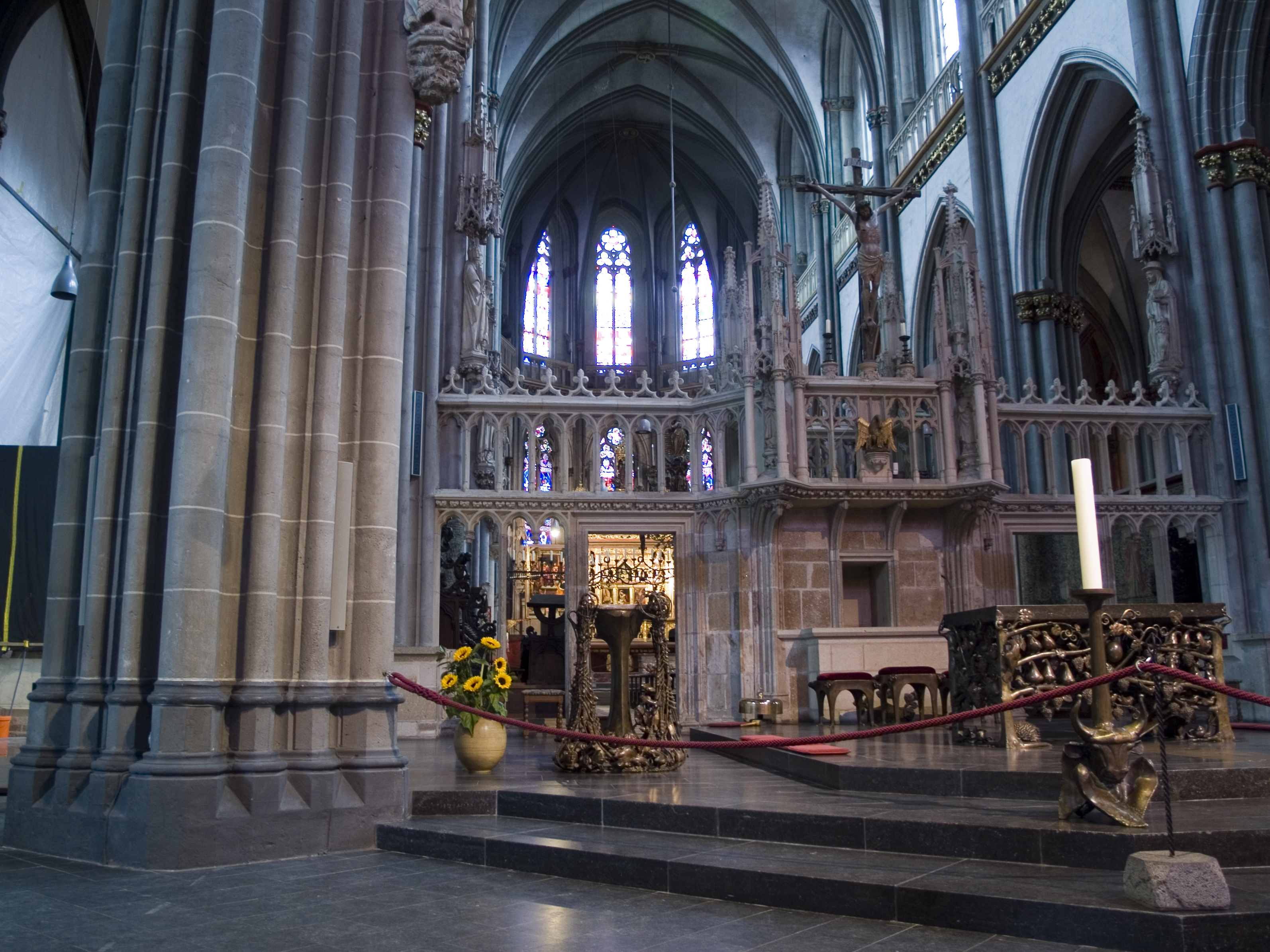
Вівтарна частина

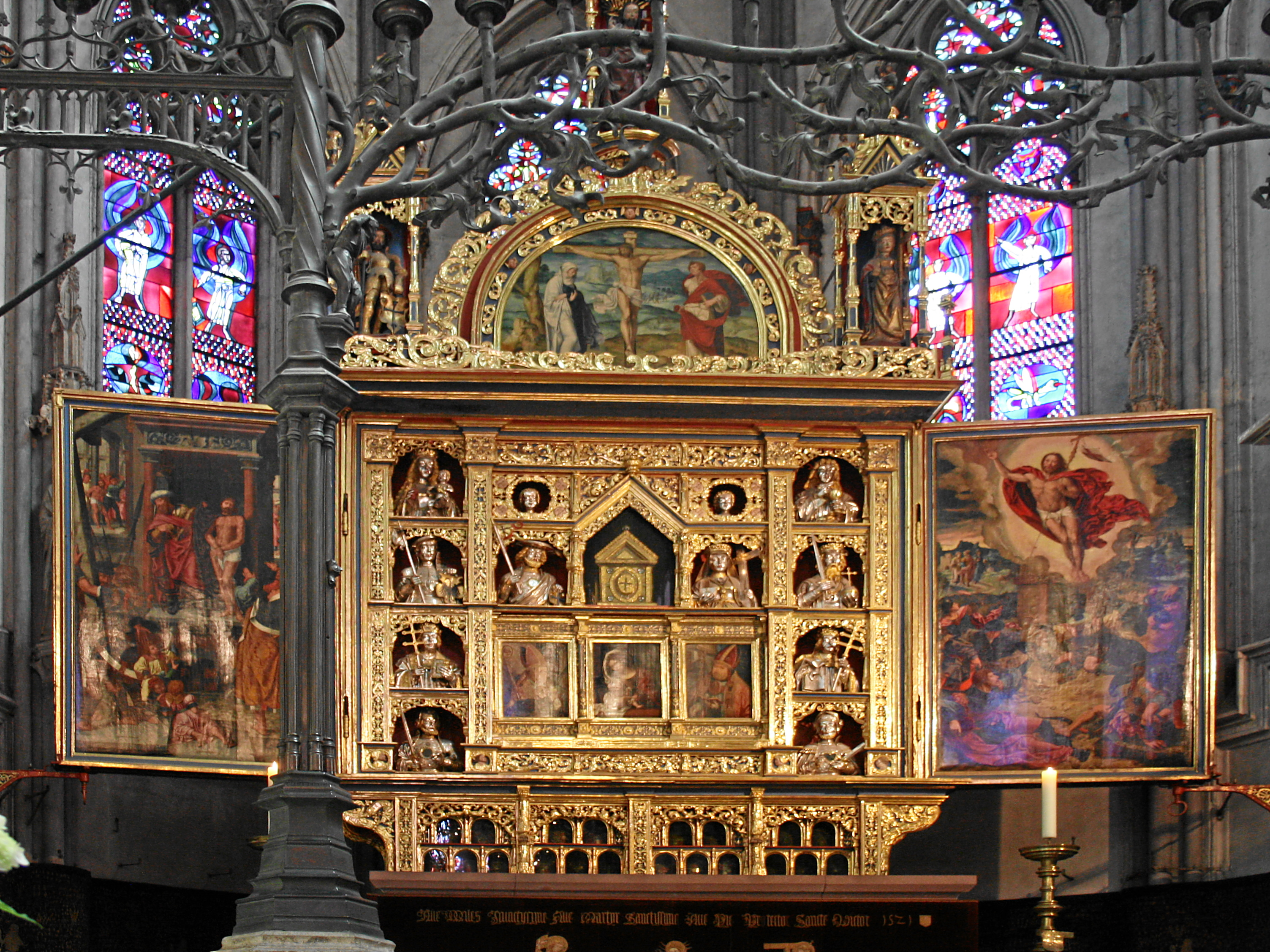
Головний вівтар

Головний вівтар був виготовлений в 1529 році Кельнським столяром Роермондом. У вівтарі міститься головна святиня собору - скринька, виготовлена в 1128 році, з мощами Святого Віктора. Вона прикрашена фігурами Святих Віктора і Олени. У крилах вівтаря в 1534 році були розміщені роботи художника Бартоломеуса Брейна Старшого.

 Окрім головного вівтаря у соборі встановлено ще 24 вівтаря XV століття.

### Скульптури
На колонах головного нефа встановлено 28 скульптур XIV століття, які серед інших зображують Святих Віктора та Олену. До XV століття належать скульптури 4-х Отців Церкви, Святого Мартіна та папи Корнелія. У XVI столітті були додані скульптури Святого Христофора, трьох волхвів та Діви Марії.

### Орган
Нинішний орган собору був виготовлений в 1975 році в органній майстерні Зіферт. Орган має як механічні, так і електричні трактури.

### Єпископська бібліотека
Заснована в 1547 році єпископська бібліотека практично повністю збереглася і знаходиться в клуатрі. В 1802 році після секуляризації картезіанського монастиря сюди були переміщені фонди монастирської бібліотеки. Деякі цінності, які раніше зберігалися в цій бібліотеці, зараз зберігаються в інших місцях. Так, наприклад, найстаріший рукопис, датований IX століття зараз зберігається в музеї в Брюсселі. Ще ряд експонатів зараз в музеях Кельна, Бонна, Парижа і Мюнстера.